# گایسریک
گایسریک (به لاتین: Gaiseric) یا گنسریک (به لاتین: Genseric) (زادهٔ در حدود ۳۹۰ - درگذشتهٔ ۴۷۷) پادشاه وندال‌ها و آلان‌ها از ۴۲۸ تا هنگام مرگش در ۴۷۷ بود. او در دوران حکومتش گل را مورد تهاجم قرار داد، در ۴۳۰ هیپو رگیوس را غارت کرد، پس از آن در ۴۳۹ کارتاژ را تصرف نموده آن را پایتخت قلمروهای جدید خود قرار داد و سرانجام در ۴۵۵ و طی بزرگترین تهاجم خود رم را فتح و آنجا را غارت نمود.

## زندگی‌نامه

### رسیدن به قدرت و عزیمت به آفریقا
گایسریک برادر گوندریک، شاه وندال‌ها بود که پس از مرگ برادرش جانشین او شد. وندال‌ها در این زمان در بائتیکا (آندلس امروزی در اسپانیا) سکنی گزیده بودند، اما گایسریک در ۴۲۸ تمامی آن‌ها را که به تخمین او بالغ بر ۸۰ هزار نفر می‌شدند به آفریقا برد. او در اصل به دعوت بونیفاکیوس، فرماندار آفریقای روم، به آنجا می‌رفت زیرا بونیفاسیوس می‌خواست از قدرت نظامی وندال‌ها به نفع خود در درگیریش با حکومت امپراتوری روم غربی سود جوید.
گایسریک از تنگهٔ جبل‌الطارق گذشت، به سمت شرق آفریقا حرکت کرد و هر آنچه که در مسیرش قرار داشت را ویران نمود. پس از بروز اختلاف بین بونیفاسیوس و وندال‌ها، گایسریک علیه فرماندار آفریقا وارد جنگ شد و توانست ارتش او را در ۴۳۰ شکست دهد، او سپس قوای متحد امپراتوری‌های روم شرقی و روم غربی را که برای مقابله با او فرستاده شده بودند را در هم کوبید. گایسریک در ۴۳۵ عهدنامه‌ای را با رومیان منعقد ساخت که به موجب آن موریتانی و بخش‌هایی از نومیدیا به او واگذار شد و در مقابل او نیز فوئدراتیِ (متحد بر اساس پیمان‌نامه‌ای ویژه) رم شد.
با این حال گایسریک در اقدامی غیرمنتظره در ۱۹ اکتبر ۴۳۹ کارتاژ را تصرف نمود. او با این کار به سلطهٔ رومیان بر آن منطقه پایان داد و ضربه‌ای مهلک به قدرت امپراتوری وارد ساخت. در ۴۲۲ پیمان‌نامهٔ دیگری بین وندال‌ها و رومیان منعقد گردید و حکومت وندال‌ها بر آفریقا، بیزاسِنا و بخش‌هایی از نومدیا به رسمیت شناخته شد. دیری نگذشت که ناوگان گایسریک بیشتر سواحل غربی دریای مدیترانه را در کنترل خود گرفتند و او جزایر بالریک، ساردینیا، کورسیکا و سیسیل را ضمیمهٔ قلمرو خود کرد.

### حمله به رم و غارت شهر

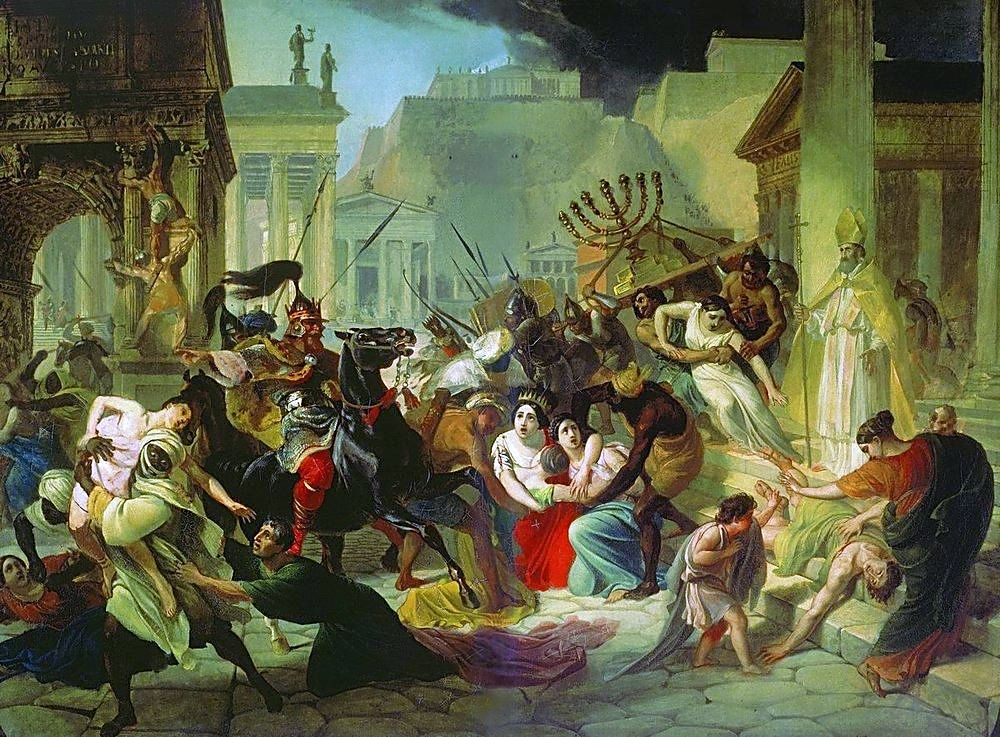
غارت رم توسط گایسریک اثر کارل بریولف

اما بزرگترین و مشهورترین تهاجم گایسریک، لشکرکشی او به رم، فتح شهر و غارت آنجا در ژوئن ۴۵۵ بود. در آن سال والنتینیان سوم با دسیسهٔ پترونیوس ماکسیموس به قتل رسیده بود و اودوکسیا، بیوهٔ امپراتور که به اجبار به ازدواج پترونیوس، امپراتور جدید روم غربی درآمده بود و می‌دید که او از مجازات عاملان قتل همسرش خودداری می‌کند، به‌ناچار نامه‌ای به گایسریک، کسی که قرار بود پسرش با دختر او ازدواج نماید اما با دخالت پترونیوس ماکسیموس این قرار برهم خورده بود نوشت و از او درخواست کمک نمود.
در مه ۴۵۵ خبر حرکت ناوگان گیسریک به سوی ایتالیا به رم رسید و بسیاری از مردم وحشت‌زده از آنجا گریختند. حتی امپراتور پترونیوس نیز به‌جای انجام تمهیدات لازم برای دفاع از شهر دست به فرار زد اما به‌دست گروهی از مردم عصبانی کشته شد. گایسریک در دوم ژوئن ۴۵۵ رم را فتح نمود و به غارت کامل آنجا پرداخت که تا دو هفته ادامه یافت. او سپس آنجا را همراه با غنایم جنگی فراوان و اودوکسیا و دختران او پلاچیدیا و اودوچیا ترک نمود. اودوچیا در ۴۵۶ با هونریک، پسر گیسریک ازدواج کرد.

### سال‌های پایانی و مرگ
رومیان پس از این اتفاق در سال‌های آتی تلاش فراوانی برای بیرون راندن گایسریک از منطقه انجام دادند که مهمترینشان لشکرکشی‌های امپراتور ماژوریان در ۴۶۰ و امپراتور آنتمیوس (با فرماندهی باسیلیسکوس) در ۴۶۸ بود که هر دویشان با شکست مواجه شد.
گایسریک سرانجام پس از حدود ۵۰ سال حکومت در ۴۷۷ درگذشت و پسرش هونریک جانشین او شد.